# 洪科斯

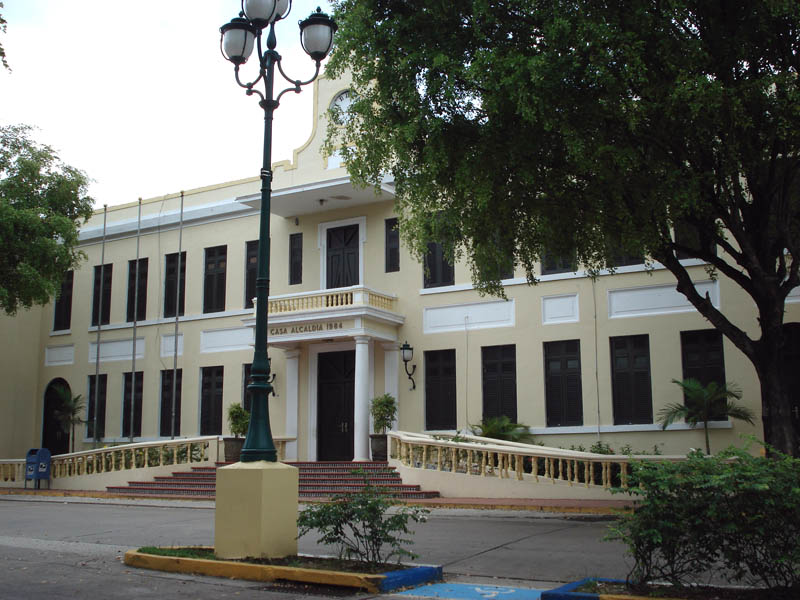

洪科斯（西班牙語：Juncos）是波多黎各的城鎮，位於該島東部，始建於1797年8月2日，面積68平方公里，海拔高度69米，主要農產品有咖啡、水果、甘蔗和煙草，2010年人口40,290，人口密度每平方公里580人。

## 外部連結
- Juncos and its barrios, United States Census Bureau
- Juncos official website